# Ülőröplabda
Az ülőröplabda a röplabda egy változata mozgássérültek számára.

Az ülőröplabda - paralimpiai sportág - piktogramja

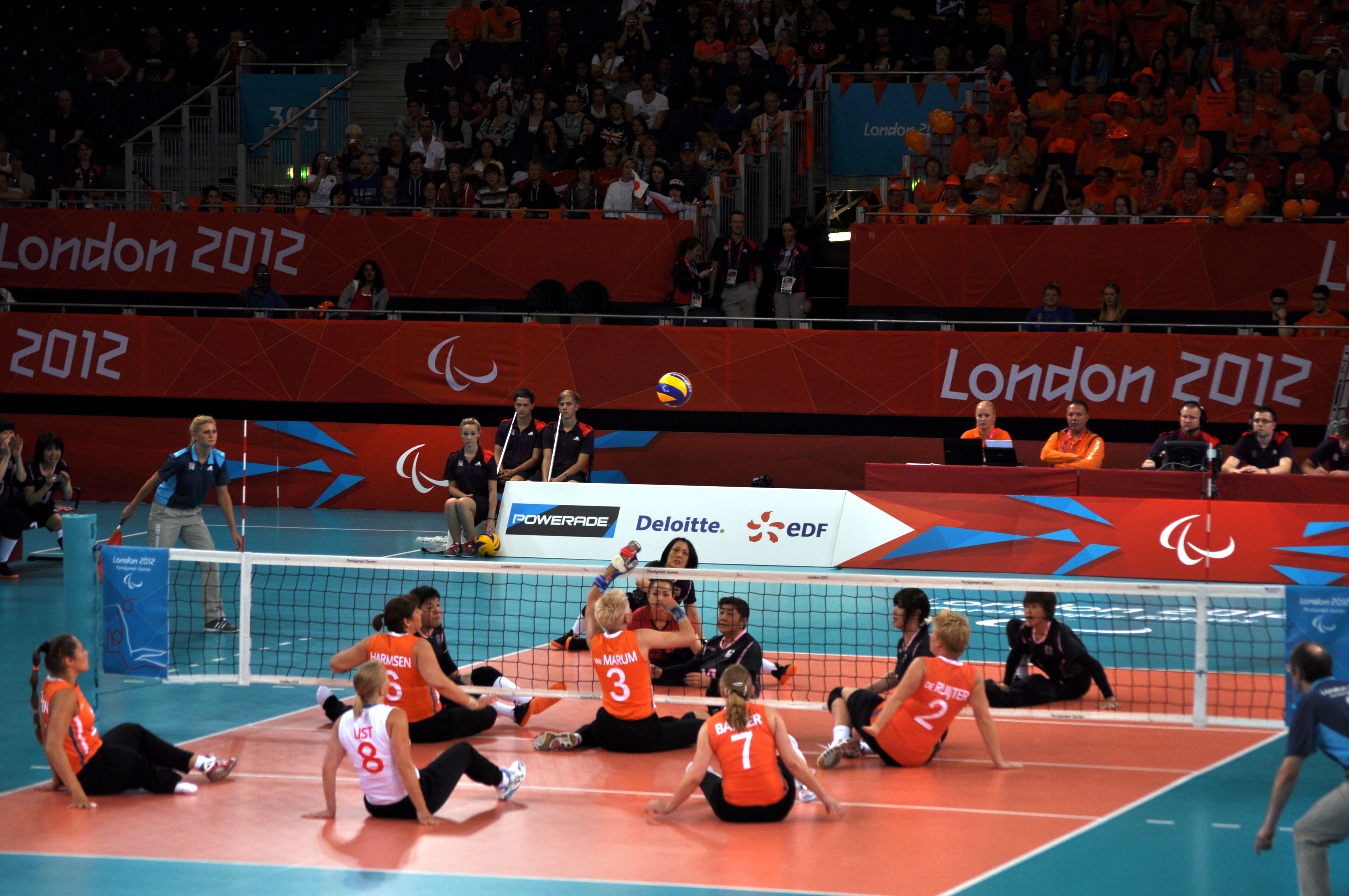
Hollandia és Japán női mérkőzés a 2012. évi nyári paralimpiai játékokon Londonban

## Szabályok
A röplabda és az ülőröplabda szabályai nagymértékben megegyeznek.
Eltérések:
- A játék terület a röplabdában 18×9, míg az ülőröplabdában 10×6 méter.
- Hálómagasság a nőknél 2,24 m, a férfiaknál 2,43 m, míg az ülőröplabdában 1,05 m és 1,15 m magas a háló.
- A talajérintés megszakítása a röplabdában bármely helyzetben engedett, az ülőröplabdában a labdaérintés pillanatában a törzs egy részének (pl.: fenék) érintkeznie kell a talajjal.
- A röplabdában a nyitás sáncolása tilos, de az ülőröplabdában ez engedélyezett.

## CsapatokMagyarországon
- Piremon SE (Nyíregyháza)
- Mozdulj SE (Vác)
- Mozdulj SE (Budapest)
- Sprint SC (Szombathely)
- Humanitás SE (Tatabánya)
- Csakazért SE (Szeged)
- Hamburger SE (Nagykanizsa)
- Halassy Olivér SC (Budapest)
- Törekvés SE (Budapest)

## Eredmények

### 2007. évi Raabersped Ülőröplabda Magyar Kupa (Szeged)[1]
- 1. Piremon SE (Nyíregyháza)
- 2. Mozdulj SE (Vác)
- 3. Sprint LUX-TEX SC (Szombathely)
- 4. Humanitás SE (Tatabánya)
- 5. Csakazért SE Ülőbikák (Szeged)
- 6. Halassi Olivér SC (Budapest)

### 2009. évi Ülőröplabda Magyar Kupa
- 1. Piremon SE
- 2. Mozdulj SE
- 3. Sprint SC
- 4. Csakazért SE
- 5. Humanitás SE